# Odontopera paliscia
Odontopera paliscia là một loài bướm đêm trong họ Geometridae.